# Hohndorf
Hohndorf è un comune di 3.888 abitanti della Sassonia, in Germania.

Appartiene al circondario dei Monti Metalliferi (targa ERZ).